# Indianapolis 500 1983

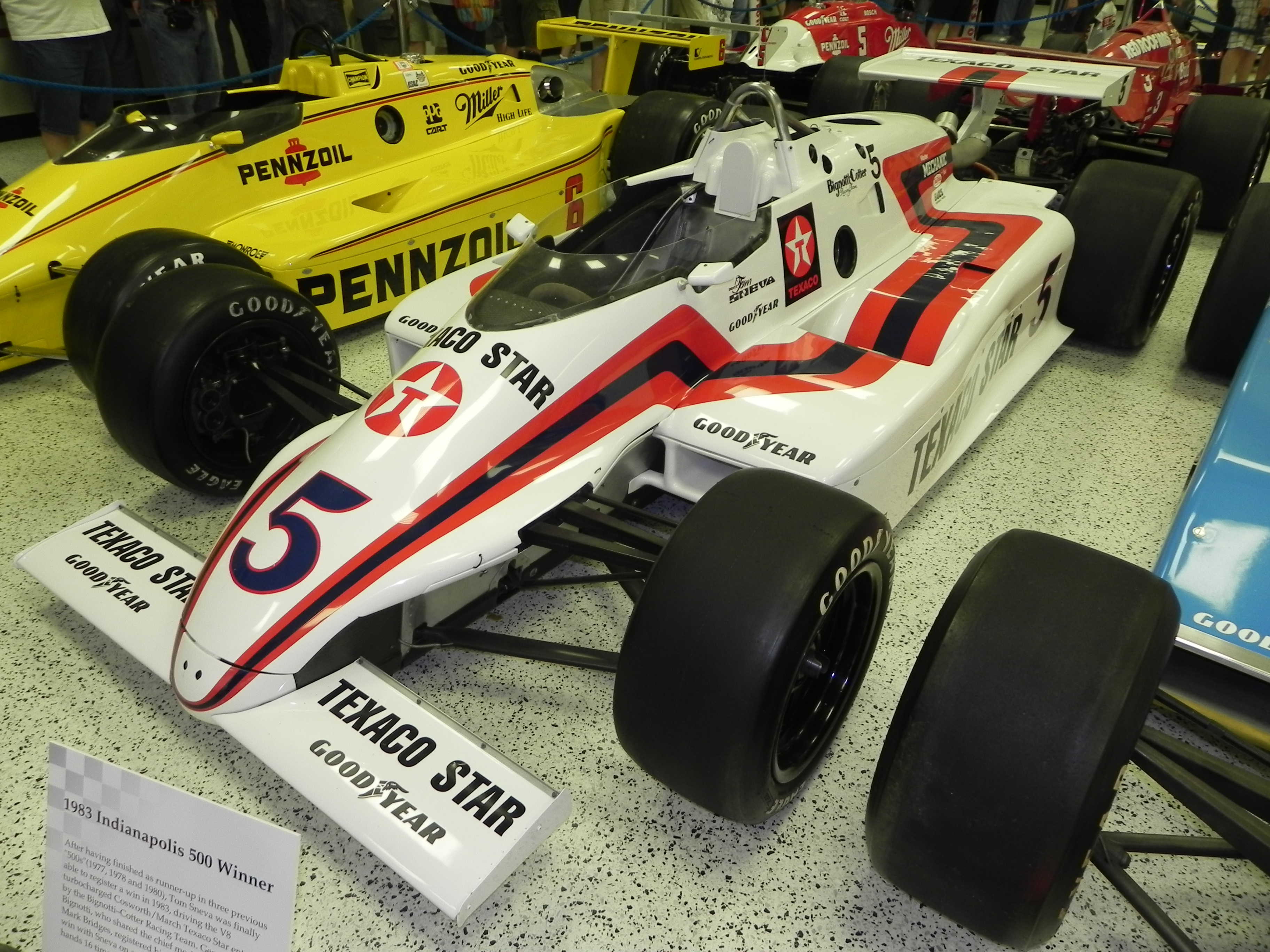
Das Siegerauto 1983 von Bignotti-Cotter Racing

Das 67. Indianapolis 500 (offiziell 67th Running of the Indianapolis 500) auf dem Indianapolis Motor Speedway fand am 29. Mai 1983 statt und ging über eine Distanz von 200 Runden à 4,023 km, was einer Gesamtdistanz von 804,672 km entspricht.

## Startaufstellung
| Reihe | Innen           | Mitte          | Außen                 |
| ----- | --------------- | -------------- | --------------------- |
| 1     | Teo Fabi        | Mike Mosley    | Rick Mears            |
| 2     | Tom Sneva       | Al Unser jr.   | Bobby Rahal           |
| 3     | Al Unser        | Roger Mears    | Tony Bettenhausen jr. |
| 4     | Gordon Johncock | Mario Andretti | Howdy Holmes          |
| 5     | George Snider   | Pancho Carter  | Bill Whittington      |
| 6     | Chip Ganassi    | Patrick Bedard | Josele Garza          |
| 7     | Steve Chassey   | Dick Simon     | Danny Ongais          |
| 8     | Kevin Cogan     | Johnny Parsons | A. J. Foyt            |
| 9     | Chris Kneifel   | Geoff Brabham  | Don Whittington       |
| 10    | Derek Daly      | Scott Brayton  | Mike Chandler         |
| 11    | Steve Krisiloff | Chet Fillip    | Dennis Firestone      |

## Klassifikationen

### Endergebnis
| Pos. | Nr. | Name                  | Chassis     | Motor    | Runden | Zeit/Rückstand               | Start | Qualifikation ø 4 Rd. mph |
| ---- | --- | --------------------- | ----------- | -------- | ------ | ---------------------------- | ----- | ------------------------- |
| 1    | 5   | Tom Sneva             | March       | Cosworth | 200    | 3:05:03.066 Std. 162,117 mph | 4     | 203,687                   |
| 2    | 7   | Al Unser (W)          | Penske      | Cosworth | 200    | 11,174 Sek.                  | 7     | 201,954                   |
| 3    | 2   | Rick Mears (W)        | Penske      | Cosworth | 200    | 21,862 Sek.                  | 3     | 204,300                   |
| 4    | 12  | Geoff Brabham         | Penske      | Cosworth | 199    | 1 Rd.                        | 26    | 198,618                   |
| 5    | 16  | Kevin Cogan           | March       | Cosworth | 198    | 2 Rd.                        | 22    | 201,528                   |
| 6    | 30  | Howdy Holmes          | March       | Cosworth | 198    | 2 Rd.                        | 12    | 199,295                   |
| 7    | 21  | Pancho Carter         | March       | Cosworth | 197    | 3 Rd.                        | 14    | 198,237                   |
| 8    | 60  | Chip Ganassi          | Wildcat     | Cosworth | 195    | 5 Rd.                        | 16    | 197,608                   |
| 9    | 37  | Scott Brayton         | March       | Cosworth | 195    | 5 Rd.                        | 29    | 196,713                   |
| 10   | 19  | Al Unser jr. (R)      | Eagle       | Cosworth | 192    | Benzinmangel                 | 5     | 202,146                   |
| 11   | 56  | Steve Chassey (R)     | Eagle       | Cosworth | 191    | 9 Rd.                        | 19    | 195,108                   |
| 12   | 72  | Chris Kneifel (R)     | Primus      | Cosworth | 191    | 9 Rd.                        | 25    | 198,625                   |
| 13   | 18  | Mike Mosley           | March       | Cosworth | 169    | Unfall                       | 2     | 205,372                   |
| 14   | 20  | Gordon Johncock (W)   | Wildcat     | Cosworth | 163    | Getriebe                     | 10    | 199,748                   |
| 15   | 22  | Dick Simon            | March       | Cosworth | 161    | 39 Rd.                       | 20    | 192,993                   |
| 16   | 29  | Mike Chandler         | Rattlesnake | Cosworth | 153    | Getriebe                     | 30    | 194,934                   |
| 17   | 10  | Tony Bettenhausen jr. | March       | Cosworth | 152    | Schaltgestänge               | 9     | 199,894                   |
| 18   | 94  | Bill Whittington      | March       | Cosworth | 144    | Getriebe                     | 15    | 197,755                   |
| 19   | 34  | Derek Daly (R)        | March       | Cosworth | 126    | Motor                        | 28    | 197,658                   |
| 20   | 4   | Bobby Rahal           | March       | Cosworth | 110    | Kühlung                      | 6     | 202,005                   |
| 21   | 25  | Danny Ongais          | March       | Cosworth | 101    | Aufhängung                   | 21    | 202,320                   |
| 22   | 66  | Johnny Parsons        | Penske      | Cosworth | 80     | Unfall                       | 23    | 199,985                   |
| 23   | 3   | Mario Andretti (W)    | Lola        | Cosworth | 79     | Unfall                       | 11    | 199,404                   |
| 24   | 90  | Dennis Firestone      | March       | Cosworth | 77     | Ölverlust                    | 33    | 190,888                   |
| 25   | 55  | Josele Garza          | Penske      | Cosworth | 64     | Ölverlust                    | 18    | 195,671                   |
| 26   | 33  | Teo Fabi (R)          | March       | Cosworth | 47     | Benzinzufuhr                 | 1     | 207,395                   |
| 27   | 91  | Don Whittington       | March       | Cosworth | 44     | Zündung                      | 27    | 198,596                   |
| 28   | 9   | Roger Mears           | Penske      | Cosworth | 43     | Unfall                       | 8     | 200,108                   |
| 29   | 43  | Steve Krisiloff       | Lola        | Cosworth | 42     | Lenkung                      | 31    | 191,192                   |
| 30   | 35  | Patrick Bedard (R)    | March       | Cosworth | 25     | Unfall                       | 17    | 195,941                   |
| 31   | 14  | A. J. Foyt (W)        | March       | Cosworth | 24     | Schaltgestänge               | 24    | 199,557                   |
| 32   | 1   | George Snider         | March       | Cosworth | 22     | Zündung                      | 13    | 198,544                   |
| 33   | 38  | Chet Fillip           | Eagle       | Cosworth | 11     | Aufhängung                   | 32    | 183,145                   |

(W)=früherer Gewinner / (R)=Rookie / alle Starter auf Goodyear-Reifen / Gelbphasen: 5 für 34 Rd.

## Führungsrunden
| Fahrer      | Team                   | Anzahl |
| ----------- | ---------------------- | ------ |
| Tom Sneva   | Bignotti-Cotter Racing | 98     |
| Al Unser    | Team Penske            | 61     |
| Teo Fabi    | Forsythe Racing        | 23     |
| Bobby Rahal | Truesports             | 15     |
| Rick Mears  | Team Penske            | 2      |
| Mike Mosley | Kraco Racing           | 1      |